# Tournoi britannique de rugby à XV 1906
Navigation
Tournoi 1905 Tournoi 1907
Le tournoi britannique de rugby à XV 1906 (16 janvier -16 mars 1906) est remporté conjointement par le pays de Galles et l'Irlande.
Six stades sont utilisés car l'Angleterre et l'Irlande reçoivent chacune dans deux villes différentes.

## Classement
- Meilleure attaque à l'Irlande qui termine deuxième
- Meilleures défense et différence de points pour le pays de Galles vainqueur.

| Rang | Nations            | J | V | N | D | PP | PC | Δ   | Pts |
| ---- | ------------------ | - | - | - | - | -- | -- | --- | --- |
| 1    | Pays de Galles (T) | 3 | 2 | 0 | 1 | 31 | 17 | +14 | 4   |
| 1    | Irlande            | 3 | 2 | 0 | 1 | 33 | 25 | +8  | 4   |
| 3    | Écosse             | 3 | 1 | 0 | 2 | 19 | 24 | -5  | 2   |
| 3    | Angleterre         | 3 | 1 | 0 | 2 | 18 | 35 | -17 | 2   |

- Attribution des points de classement (Pts) : 2 points pour une victoire, 1 point en cas de match nul, rien pour une défaite.
- Classement : 1. points de classement ; 2. égalité (le départage n'est pas pratiqué).

## Résultats
Les six matches se jouent le samedi :
| 13 janvier 1906 0Richmond upon Thames | Angleterre     | 3 - 16  | Pays de Galles |
| 3 février 1906 0Cardiff               | Pays de Galles | 09 - 3  | Écosse         |
| 10 février 1906 0Leicester            | Angleterre     | 06 - 16 | Irlande        |
| 24 février 1906 0Dublin               | Irlande        | 06 - 13 | Écosse         |
| 10 mars 1906 0Belfast                 | Irlande        | 11 - 6  | Pays de Galles |
| 17 mars 1906 0Inverleith, Édimbourg   | Écosse         | 03 - 9  | Angleterre     |